# Souvrství Navesink

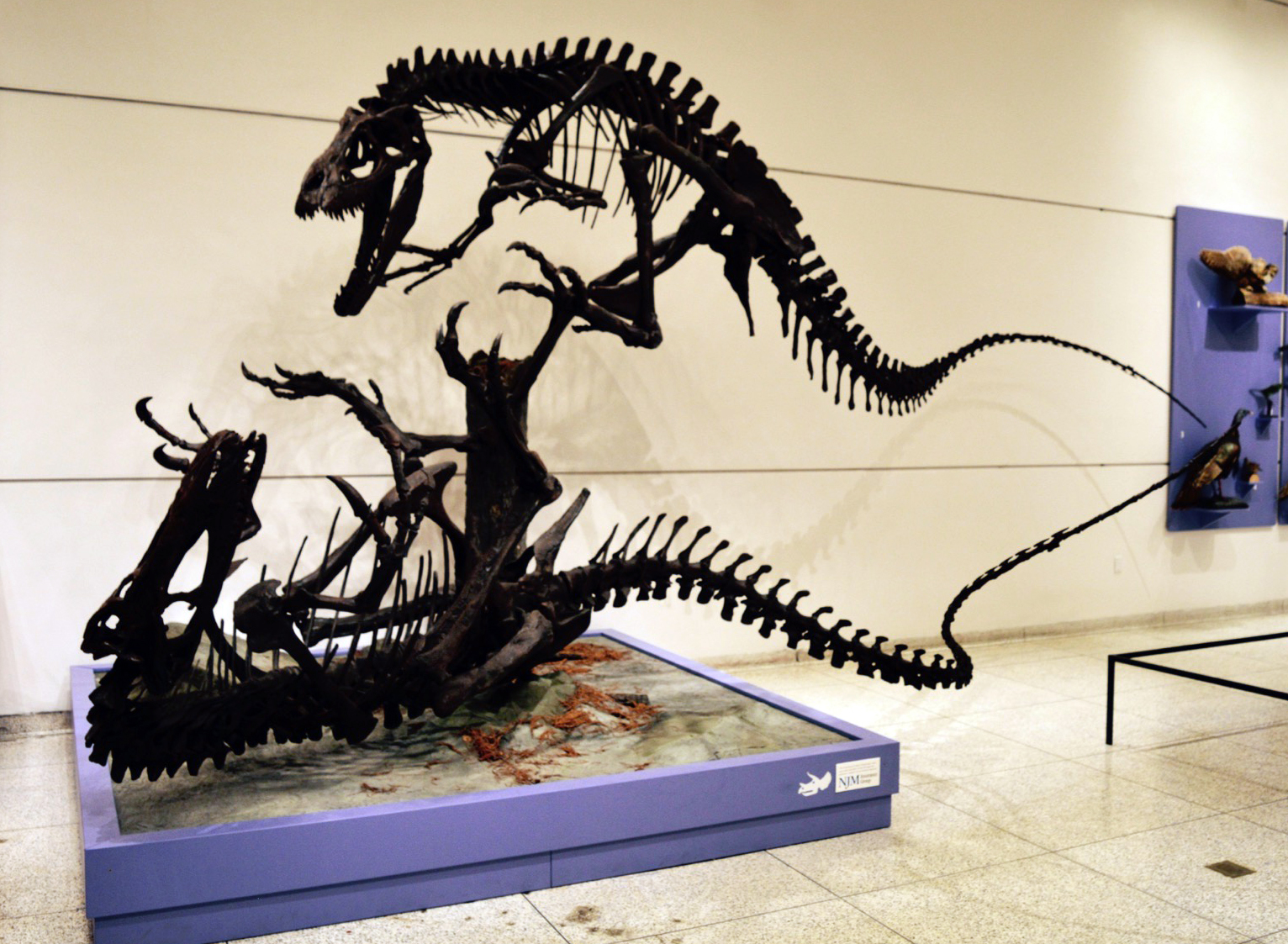
Rekonstrukce dvojice teropodů rodu Dryptosaurus.

Souvrství Navesink je geologickou formací na území státu New Jersey USA. Je známé svými pozdně křídovými sedimenty s množstvím fosilních měkkýšů a zkamenělých kostí dinosaurů, žijících na území někdejší Appalačie. Toto souvrství má stáří 70 až 66 milionů let, pochází tedy z nejpozdnější křídy (věk maastricht). Své pojmenování odvozuje od města Navesink v New Jersey. Typická mocnost souvrství činí 14 až 20 metrů, nejčastější horninou je glaukonitický mramor a pískovec.

## Dinosauří fauna

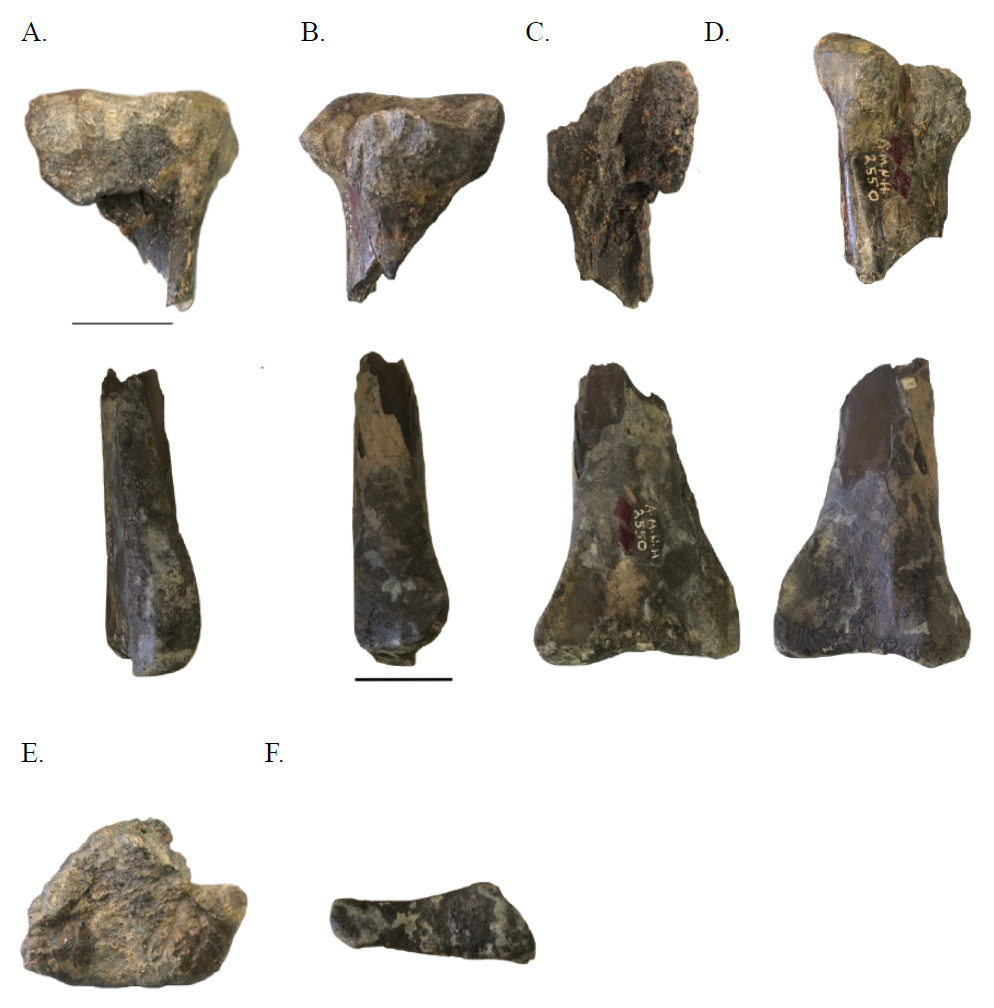
Fragment kosti holenní pochybného rodu Teihivenator.

- Coelosaurus antiquus

- Diplotomodon horrificus

- Dryptosaurus aquilunguis[4]

- ?Hadrosaurus foukii

- ?"Hadrosaurus" minor

- Nodosauridae indet.

- Ornithomimosauria indet.

- Telmatornis priscus (pták)

- Tyrannosauroidea indet.[5]